# Couldn’t Have Said It Better
Couldn’t Have Said It Better – pierwszy po 8 latach album studyjny Meat Loafa z premierowym materiałem.
Z płyty ukazały się trzy single: Did I Say That, Couldn’t Have Said It Better (duet z Patti Russo), Man Of Steel (duet z Pearl Aday, czyli z córką Meat Loafa).
Dominującym kolorem na okładce jest czerwień, która w edycji brytyjskiej została zastąpiona niebieskim.

## Lista utworów
1. Couldn’t Have Said It Better (James Michael, Nikki Sixx) – 7:03 – duet z Patti Russo
2. Did I Say That (James Michael) – 6:02
3. Why Isn't That Enough (Jo Davidson) – 4:00
4. Love You Out Loud (James Michael, Nikki Sixx) – 4:10
5. Man Of Steel (James Michael, Nikki Sixx) – 4:42 – duet z Pearl Aday
  - Intermezzo (Peter Mokran) – 1:28 – utwór instrumentalny
6. Testify (Kevin Griffin) – 4:56
7. Tear Me Down (Stephen Trask) – 3:37 – środkowy tekst jest mówiony przez Giseldę Vatcky
8. You're Right, I Was Wrong (Diane Warren) – 3:44
9. Because Of You (Rick Jude, Steve Balsamo) – 3:54
10. Do It! (Billy Rankin) – 2:36
11. Forever Young (Bob Dylan) – 5:05
  - Mercury Blues (KC Douglas, Robert L. Geddins) – 3:42

### Inne edycje
1. Edycja australijska – zawiera dodatkowy dysk z utworami z koncertów
  - Life Is A Lemon (And I Want My Money Back) (Jim Steinman) – 6:47
  - Tear Me Down (Stephen Trask) – 4:00
  - Love You Out Loud (James Michael, Nikki Sixx) – 4:34
  - I’d Do Anything for Love (But I Won’t Do That) (Jim Steinman) – 10:32
  - Couldn’t Have Said It Better (James Michael, Nikki Sixx) – 8:18
  - Bat Out Of Hell (Jim Steinman) – 11:47
2. Edycja specjalna i brytyjska
  - I'd Do Anything For Love (But I Won't Do That) (Jim Steinman) – 8:04 – klip z występem Meat Loafa z DVD "VH1: Storytellers"
  - A Kiss Is A Terrible Thing To Waste (Andrew Lloyd Webber, Jim Steinman) – 5:24 – klip z występem Meat Loafa z DVD "VH1: Storytellers"
  - Did I Say That (James Michael) – 4:46 – teledysk
  - Two Out Of Three Ain't Bad (Jim Steinman) – 4:47 – audio z występem Meat Loafa zgrane z DVD "VH1: Storytellers"

## Osoby
- Meat Loaf – główny wokal
- Mark Alexander – fortepian, syntezator
- Tom Brislin – fortepian, syntezator
- Aaron Zigman – fortepian
- Michael Thompson – gitara
- Tim Pierce – gitara
- Peter Mokran – gitara, syntezator
- Kasim Sulton – gitara basowa, chórek
- Dan Higgins – tin whistle w Intermezzo
- Stephen Erdody – wiolonczela
- John Miceli – perkusja
- Kenny Aronoff – perkusja
- Luis Conte – perkusja
- Patti Russo – główny wokal kobiecy w piosence Couldn’t Have Said It Better, Chórek
- Pearl Aday – główny wokal kobiecy w piosence Man of Steel, Chórek
- Giselda Vatcky – mówi środkowy tekst w Tear Me Down
- Eric Troyer – chórek
- Todd Rundgren – chórek
- James Michael – chórek
- Maxi Anderson – chórek
- Alexandra Brown – chórek
- Lynn Davis – chórek
- Rose Stone – chórek